# ديلان ميكا
ديلان ميكا (بالإنجليزية: Dylan Mika)‏ هو لاعب اتحاد الرغبي نيوزيلندي، ولد في 17 أبريل 1972 في أوكلاند في نيوزيلندا، وتوفي بنفس المكان في 20 مارس 2018 بسبب نوبة قلبية.

## وصلات خارجية
- ديلان ميكا عل موقع إسبنسكروم (الإنجليزية)
- ديلان ميكا على موقع ItsRugby.co.uk (الإنجليزية)